# 4% パントマイム
「4% パントマイム」（4% Pantomime）は、ザ・バンドが1971年に発表した楽曲。作詞作曲はロビー・ロバートソンとヴァン・モリソン。

## 概要
1971年4月にヴァン・モリソンは妻のジャネット・プラネットを連れてニューヨークからカリフォルニア州マリン郡に移住するが、その前にニューヨーク州アルスター郡のベアズヴィル・サウンド・スタジオに行き、ザ・バンドを訪ねた。ちょうどロビー・ロバートソンが曲を書いていたときで、モリソンは彼とともに曲を書き上げた。
マネージャーが二人のミュージシャンに体のいい謝りの言葉を告げ、二人はジョニー・ウォーカーの赤ラベルだけをもってロサンゼルスのグリフィス・パークに上がる。一方の男に扮したモリソンが問う。「言ってくれ、リチャード。そいつがポーカーならジョーカーを持ってるのは誰だ？ それはほんとにポーカーなのか？」。リチャード・マニュエルはもう一方の男に扮し、二人は延々と賭け事の話を続ける。「なあベルファスト・カウボーイ」とマニュエルは呼びかける。「もうカードを見せろよ。ありのままに全部言っちまいなよ」
モリソンとマニュエルは歌いながら、身振り手振りで歌詞の内容のすべてを表現しようとした。タイトルの「Pantomime」はそこから取られた。「4%」はジョニーウォーカーの赤ラベルと黒ラベルのアルコール度数の差とされる。「ベルファスト・カウボーイ」というあだ名はスタジオでロバートソンが思いついた。
1971年9月15日に発売された4番目のアルバム『Cahoots』に収録された。
2005年に発売されたボックスセット『A Musical History』にアーリー・バージョンが収録される。このバージョンではモリソンがマニュエルの "熱演" ぶりにたまりかね、曲の終盤で吹き出してしまう。
2021年12月10日、『50周年2CDデラックス・エディション』と『50周年スーパー・デラックス・エディション』（5枚組）が発売される。前述のアーリー・バージョンが「Takes 1 & 2」の表記で再収録されたほか、ボブ・クリアマウンテンによるリミックス・バージョンも収録された。